# Thánh Christopher mang Chúa Hài Đồng
Thánh Christopher mang Chúa Hài Đồng là một bức tranh của Hieronymus Bosch, thực hiện trong giai đoạn giữa năm 1490 và năm 1500. Tác phẩm hiện đang được trưng bày tại Bảo tàng Boijmans Van Beuningen, Rotterdam, Hà Lan.